# Lasiosina albipila
Lasiosina albipila är en tvåvingeart som först beskrevs av Friedrich Hermann Loew 1866.  Lasiosina albipila ingår i släktet Lasiosina och familjen fritflugor. Arten är reproducerande i Sverige. Inga underarter finns listade i Catalogue of Life.